# Casta Diva
Casta Diva è il cantabile della cavatina della protagonista nella Norma di Vincenzo Bellini. È la pagina più celebre composta da Bellini.
Il compositore francese Fromental Halévy dichiarò che avrebbe barattato tutta la sua musica per quest'aria.
Si colloca nel numero 4 dello spartito, la "scena e cavatina" di Norma, dove costituisce la sezione cantabile, dopo il recitativo "Sediziose voci" e prima del tempo di mezzo "Fine al rito; e il sacro bosco" e della cabaletta "Ah! bello a me ritorna".
Costituisce una preghiera che la sacerdotessa gallica eleva alla luna. Davanti al desiderio dei Galli di ribellarsi al giogo romano, la sacerdotessa e veggente Norma cerca di placare gli animi dato che è scritto nel cielo che Roma dovrà cadere, ma non al momento e né per mano dei Galli.  È preceduta dalla didascalia:
Prima composta in Sol maggiore, l'aria fu abbassata di un tono, a Fa maggiore, perché giudicata troppo acuta da Giuditta Pasta, prima interprete dell'opera. A questa modifica dobbiamo non solo lo scarto armonico tra l'accordo di La bemolle maggiore che conclude il precedente recitativo e l'accordo di sesta napoletana (sol bemolle maggiore) che consente di modulare alla tonalità di Fa, ma anche l'anticipazione degli arpeggi dei violini dalla terza alla prima battuta dell'introduzione strumentale, che Bellini sostituì ai tre accordi isolati, a crome e in pizzicato, della versione in Sol, collocati rispettivamente nel quarto ottavo della prima battuta e sul primo e quarto ottavo della seconda battuta. In tal modo il passaggio modulante, che in origine fungeva da raccordo tra il recitativo e l'aria, venne incorporato in quest'ultima.
Il 17 luglio 2025 l'aria è stata eseguita in Sol maggiore, come originariamente previsto da Bellini, per la prima volta al Teatro alla Scala da Jessica Pratt.

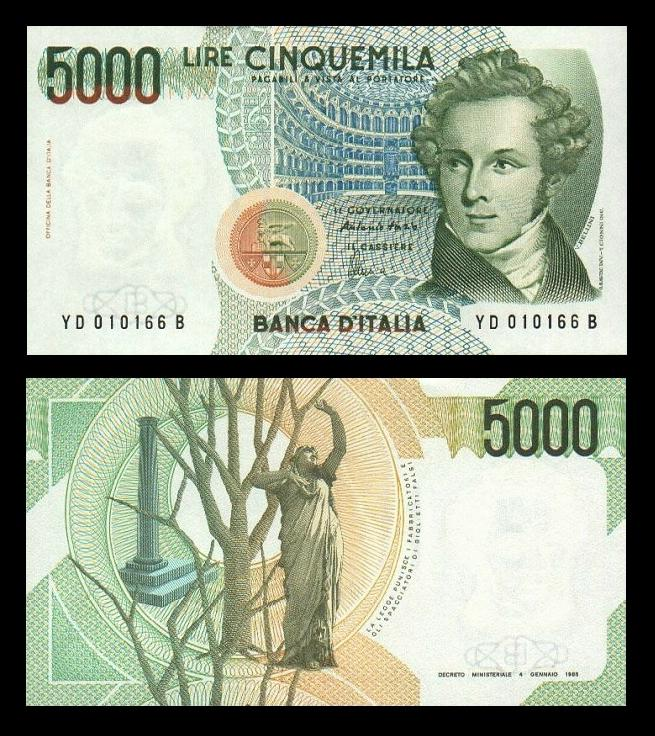
Una banconota da 5.000 lire - emessa dal 1985 al 1996 - con le illustrazioni di Vincenzo Bellini e, sul retro, dell'aria Casta Diva: la sacerdotessa Norma, le querce sacre, il tempio e la luna.

La struttura in due strofe ("Casta Diva", "Tempra, o Diva"), ciascuna delle quali corrisponde ad una quartina di versi ottonari, ricalca quella di una romanza. Le prime 10 battute della melodia sono anticipate dalla voce del primo flauto, raddoppiato nelle battute finali dal primo oboe.
Tra le due strofe si colloca una sezione intermedia, in cui il coro ripete sotto voce i versi di Norma su una melodia sillabica che fa da sfondo ai vocalizzi del soprano.
La seconda strofa, identica alla prima tranne che nei versi e nell'aggiunta degli accordi staccati del Coro e di Oroveso, è chiusa da una cadenza vocale cromatica che porta la voce del soprano al La centrale, che nelle odierne esecuzioni è spesso sostituita da cadenze standardizzate e pressoché sempre conclusa sul Fa acuto.
La melodia principale è un tipico esempio di stile melismatico belliniano, in cui le fioriture presentano carattere di arabesco anziché di passaggio di agilità. Altrettanto tipico è l'attacco sulla terza dell'accordo, lo stesso La che nello spartito belliniano (non nella tradizione esecutiva) sigilla il brano come a chiuderne il cerchio.
Sulle sestine dei violini il periodo melodico si distende asimmetricamente. Solo i primi due versi presentano infatti ciascuno la canonica misura di 4 battute, mentre gli ultimi due si fondono in un'unica frase di 7 battute, che culmina nel Si bemolle acuto, dopo un lungo sincopato sulla nota La, di difficile esecuzione.
Altri grandi soprani a cantarla sono stati Giuseppina Ronzi de Begnis, Giuditta Grisi, Lilli Lehmann, Rosa Ponselle, Gina Cigna, Zinka Milanov, Maria Callas, Anita Cerquetti, Joan Sutherland, Montserrat Caballé, Renata Scotto,Toti Dal Monte, Maria Dragoni e Jessica Pratt.

## I versi
Casta Diva che inargenti

Queste sacre antiche piante,

A noi volgi il bel sembiante

Senza nube e senza vel.
Tempra o Diva,

Tempra tu de' cori ardenti,

Tempra ancor lo zelo audace,

Spargi in terra quella pace

Che regnar tu fai nel ciel.

## Fantasie strumentali
La musica di Casta Diva è impiegata in alcune parafrasi strumentali della Norma:
- Sigismund Thalberg, Parafrasi da concerto per pianoforte op. 70 sull'aria "Casta Diva" dall'opera "Norma" di Vincenzo Bellini
- Giovanni Bottesini, Fantasia sulla Norma di Bellini per contrabbasso e pianoforte
- Jean-Baptiste Arban, Variazioni sulla Norma di Bellini per cornetta e pianoforte

Anche Fryderyk Chopin lavorò ad uno studio pianistico sulla musica di quest'aria.

## Colonne sonore
L'aria si ascolta in numerose colonne sonore.

### Cinematografia
- Azul y no tan rosa, regia di Miguel Ferrari
- Jenny Lind, regia di Sidney Franklin
- Sobre las olas, regia di Ismael Rodríguez (1950)
- Alcuni giorni della vita di I. I. Oblomov, regia di Nikita Sergeevič Michalkov
- Che mi dici di Willy?, regia di Norman René
- Kira kira hikaru, regia di Joji Matsuoka
- I ponti di Madison County, regia di Clint Eastwood
- Morti di salute, regia di Alan Parker
- Delitto tra le righe, regia di Bernard Rapp
- Sogno di una notte di mezza estate di Michael Hoffman
- Belle maman di Gabriel Aghion
- 2046 di Wong Kar-wai
- Fatto di sangue fra due uomini per causa di una vedova. Si sospettano moventi politici di Lina Wertmüller
- Callas Forever di Franco Zeffirelli
- Opera di Dario Argento
- Lavorare con lentezza - Radio Alice 100.6 MHz di Guido Chiesa
- Philadelphia di Jonathan Demme
- The Iron Lady di Phyllida Lloyd
- Avengers: Age of Ultron di Joss Whedon[4]
- Mr. Nobody di Jaco Van Dormael
- Atlantic City, U.S.A. di Louis Malle (1980)

### Televisione
- I Simpson, puntata Mr. Spazzaneve
- Mr. Robot, puntata Il bug

## Curiosità
- Nel film Casta Diva di Carmine Gallone si racconta una storia priva di fondamento, secondo cui l'aria sarebbe nata come romanza da camera (intitolata Occhi puri) scritta dal giovane Bellini durante gli anni di studio per la sua innamorata di allora, Maddalena Fumaroli. La prima versione dell'opera, quella della disastrosa prima scaligera, non avrebbe incluso questo pezzo, che sarebbe stato aggiunto grazie all'intervento della stessa Maddalena che, recatasi espressamente a Milano, ne avrebbe portato lo spartito al compositore.
- La traccia 3 dell'album Gommalacca di Franco Battiato, dedicata alla memoria di Maria Callas, è intitolata Casta diva e inizia con la musica dell'aria di Bellini.
- "Casta diva" è il titolo di uno romanzo poliziesco del 2005 di Hans Tuzzi.